# Louis Thirion (compositor)
Louis Thirion   (Baccarat, 13 de febrer de 1879 - Nancy, 4 de juliol de 1966) fou un compositor francès.

## Biografia
Formació musical
Louis Thirion a Baccarat, fill d'un organista pare i director musical de les Cristalleries. Va estudiar música al Conservatori de Nancy: va estudiar primer el violí, després el piano i l'orgue, i finalment la composició sota la direcció de Guy Ropartz, que es convertiria en el seu mestre i del qual va romandre a prop.
Carrera

Va ser nomenat professor de piano i orgue al Conservatori de Nancy a l'edat de vint anys. Després de la seva desmobilització al final de la guerra de 14-18, va prendre el càrrec de director en funcions del Conservatori de Nancy, en substitució de Guy Ropartz, ell mateix va cridar a la gestió del Conservatori d'Estrasburg i va romandre així fins al nomenament d'Alfred Bachelet el 1919. En la dècada de 1920, va ocupar l'orgue de l'Església de Sant Lleó a Nancy. Quan Bachelet va morir el gener de 1944, l'ajuntament de Nancy el va tornar a nomenar com a director en funcions. A més, va ser director dels Concerts del Conservatori durant la resta de la temporada 1943-44. A principis de 1944, va reprendre els seus deures docents i es va dedicar plenament a l'ensenyament de l'orgue i el piano fins a la seva jubilació el 1949.
El compositor
Com a alumne de Guy Ropartz, Louis Thirion va ser presentat sovint com un deixeble de César Franck, mentre que els seus gustos musicals van ser molt influenciats per Debussy, Chabrier i més tard per Stravinski. També va estar estretament vinculat amb dos compositors de Lorena, Florent Schmitt de Blâmont, i el Nancéien Jules-Marie Laure Maugüé. Va assistir a l'estrena de Pelléas i va expressar repetidament el seu entusiasme pel Le Sacre du Printemps. Un dels primers a fer el concert en sol de Ravel, va parlar, fins als seus últims dies, de música en sèrie, de Boulez o Stockhausen, les partitures de les quals va lamentar no poder llegir.
La seva obra com a compositor va cobrir només una petita part de la seva vida, entre 1900 i 1913. El 1906, la seva sonata per a piano va guanyar el Premi de la Societat de Compositors; el 1909, el seu quartet de corda (dedicat a Florent Schmitt) va rebre la seva primera audició a la "National Society", mentre que el seu trio de piano li va guanyar un nou premi de la Societat de Compositors. Les seves obres són interpretades per grans intèrprets: Georges Enescu, Ricardo Vies, Marguerite Long, Yvonne Astruc, Fernand Pollain, Jeanne-Marie Darré, Jean Doyen, Genevieve Joy, André Levy, Jacques Neilz, Henriette Puig-Roget, le Quatuor Pascal, le Quatuor Parrenin, etc.
El 1909, va escriure la seva primera simfonia, que va guanyar el "Premi Anatole Crissent". Va ser estrenat el 1911 per Gabriel Pierné al capdavant dels "Concerts de Colonne".
Va compondre tres obres més importants: una sonata per a piano i violí el 1911, seguida el 1912 per una sonata per a violoncel i piano, i finalment la segona simfonia, acabada el 1913. L'orquestració no es va poder completar fins al 1919. Es va estrenar el 1920 als "Concerts de Colonne", de nou sota la direcció de Gabriel Pierné. Altres directors que més tard van dirigir les seves simfonies són Alfred Bachelet, Eugène Bigot, Jean Clergue, Marcel Dautremer…
Desafortunadament, fins i tot quan la reputació de Louis Thirion com a compositor es va estendre a França i a l'estranger, la guerra de 1914 el va colpejar durament: va ser mobilitzat durant tota la guerra; A més, la seva casa a Baccarat es va cremar en l'incendi de la ciutat causat pels alemanys, resultant en la pèrdua de gairebé tots els seus manuscrits. Va perdre la seva dona el 1920 i es va quedar amb dos fills petits dependents. La seva salut va ser molt sacsejada, completament descoratjada, per la qual cosa va decidir no compondre.
El 1958, va ser elegit l'únic membre corresponent de l'Institut de França. Allà va conèixer Florent Schmitt que havia proposat la seva candidatura, així com Henri Büsser, Paul Paray, Jacques Ibert i Louis Aubert.
Des d'un primer matrimoni, Louis Thirion va tenir dos fills, incloent l'escriptor i surrealista André Thirion. Des d'un matrimoni tardà fins al pianista Micheline Moris-Thirion (1914-1999), va tenir un fill, Louis-Claude Thirion, nascut el 1935, també pianista.

## El professor
Louis Thirion va ser el professor de Line Zilgien, Pierre Cortellezzi, Louis Thiry, Henri Graebert (1893-1959), director del conservatori de Metz, Jeannine Barbulée (1912-2002), pianista de concert i professora, germana de l'actriu Madeleine Barbulée, Nelly Gauthier-Pasquier (1912 (?) - 2011), pianista i violoncel·lista, professor de música de cambra amb Pierre Pasquier al Conservatori de París i molts altres músics professionals o organistes d'església.

## Partitures
Música simfònica
- Simfonia n 1 en mi bemoll op.12 (1909) Prix Cressent (Ed. Durand 1912) 1a audició 19 novembre 1911, París "Théâtre du Châtelet" - Concerts Colonne (ed. Gabriel Pierné)
- Simfonia n 2 en si menor op.17 (1913/1919) Ed. Max Eschig (1922) 1a audició 27 de novembre de 1920, París "Théâtre du Châtelet" - Concerts Colonne (ed. Gabriel Pierné)
- Cançó sense paraules núm.. 2 per a violoncel i orquestra (1902) Ed. Dupont-Metzner (Nancy)

Música de cambra
- Romance i Caprice per a flauta i piano (o violí i piano), peça de competició imposada als conservatoris de Nancy i Lió (1908) Ed. Dupont-Metzner (Nancy)
- Quartet de corda op. 10 (1908) Ed. Demets-Eschig (1910) 1a audició el 24 d'abril de 1909 Pleyel Hall a la National Music Society de Gabriel Willaume i Georges Morel (violins), Emile Macon (viola) i Louis Feuillard (violoncel).
- Trio per a piano, violí i violoncel op.11 (1910) Premi Societat de Compositors de Música (Ed. Hamelle) 1a audició 25 de març de 1911, National Music Society Hall Pleyel (París) de l'autor al piano, Gabriel Willaume al violí i Fernand Pollain al violoncel.
- Sis peces petites per a violí i piano (1910) Ed. Dupont-Metzner (Nancy)
- Sonata en do menor per a violí i piano op.14 (1911) Ed. Durand (1912) 1a audició 4 de maig de 1912, National Music Society Hall Pleyel (París) de Georges Enescu (violí) i Jean Batalla (piano)
- Sonata en D per a violoncel i piano op.16 (1912) Ed. Durand (1913) 1a audició 15 de març de 1913, National Music Society Hall Pleyel (París) de Fernand Pollain i l'autor.

Música per a piano
- Jeanne, vals de piano (1888, inèdit)
- El 1889, impromptu va ser un dels primers a fer-ho. Ed. Baudoux (París)
- Sonata per a piano en quatre parts (Premi de la Societat de Compositors musicals 1906) Ed. Demets-Eschig 1re audició el 1908, Societat Nacional de Música per Marie Panthès
- Somnis, tres pianos nocturns (Ed. Demets-Eschig 1908) 1a audició 5 març 1910, Societat Nacional de Música, Pleyel Hall (París) per Ricardo Vies
- Simfonia n 1, reducció de piano a quatre mans (Ed. Durand 1912)
- Simfonia n 2, reducció de piano a quatre mans (Ed. Max Eschig 1922)

'Pedagogia
- "Tècnica completa de les gammes i arpegis del piano, establerta amb les digitació racionals més simples" (1934-1935, inèdit)

## Escrits
- Correspondència inèdita de 1913 a 1930 amb els músics André Gedalge, Gabriel Pierné, Guy Ropartz, Florent Schmitt i Gustave Samazeuilh, i amb el pintor Paul Signac.
- Article sobre la creació del quintet de Florent Schmitt (juntament amb els de Debussy i Dukas) al llibre d'Yves Hucher Florent Schmitt. Ed. Le Bon Plaisir, Plon, París, 1953, pàg. Reeditat a la col·lecció "The Untraceable" el 1983.

## Llibres o articles sobre Louis Thirion
- Michel Burgard, "Louis Thirion, un músic per redescobrir", The Popular Lorraine Review, Vol. 19, No. 115, 1993, p. 17-19
- Jacques Chailley et al., Curs d'Història de la Música, t. 4, París, Leduc, 1990 (ISBN 2-85689-043-1, EAN 9782856890431)
- Michel Duchesneau, L'avantguarda musical a París de 1871 a 1939, Lieja, Mardaga, 1997, 352 p. (ISBN 9782870096345)
- Claire Haquet, "Descobrint la música a Nancy al segle xx. El regal de Louis Thirion i el Fons Gaston Stoltz: Louis Thirion i Música a Lorena a principis del segle 20, Epítom, Nancy, 2019, p. 8-12 (ISSN 2425-6161)
- Bernard Pierreuse, Catàleg General d'Edició Musical,París, Jobert (distribució Trans-Atlantic Musical Editions and SACEM), 1984, 476 pp. (ISBN 9782903933043)

Gustave Samazeuilh, Músics del meu temps: Cròniques i records, París, Marcel Daubin Renaissance Editions, 1947, 430 pp., p. 258-259
- Col·lectiu, El Quartet de Corda a França des de 1750 fins a l'actualitat, París, Associació Francesa per al Patrimoni Musical, 1995, 318 pp. (ISBN 978-2910995003)

## Discografia
- Trio per a piano, violí i violoncel en A minor, op. 11 (1910). 1997: El 1997,[11] amb Laurent Wagschal al piano, Solenne Païdassi, violí, Sébastien van Kuijk, violoncel. Quartet de corda en mi major, op. 10 (1908). Quartet Stanislas. Enregistrat l'octubre de 2015. Timpani 1C 1237, ℗2016.
- Sonata en do menor per a violí i piano, op. 14 (1911). Sonata per a piano en quatre parts (1906). Sonata per a violoncel i piano (en D), op. 16 (1912). Solenne Païdassi, violí, Henri Demarquette, violoncel, Laurent Wagschal, piano. Registrat del 3 al 6 de gener de 2018. Registres oblidats en 1750, ℗2020.
- Simfonia n 2, Op. 17 (1913-1919). Orquestra Radio-Simfònica de la Radiodifusió-Televisió Francesa, dirigida per Eugène Bigot (concert radiofònic gravat el 22 d'octubre de 1959). Registres oblidats en 1741, ℗2020.